# Óscar Rojas (futebolista chileno)
Óscar Rojas (15 de novembro de 1958) é um ex-futebolista chileno. Ele competiu na Copa do Mundo FIFA de 1982, sediada na Espanha.